# Provincia di Bandundu
La provincia di Bandundu era una delle 11 province della Repubblica Democratica del Congo. Prende il nome dal suo capoluogo Bandundu. In base alla Costituzione del 2005, è stata divisa in più province.

## Geografia fisica
La provincia era situata nella parte occidentale del paese e confinava a nord con la Provincia dell'Equatore, a sud con l'Angola, a nord-ovest con la Repubblica del Congo, a ovest con la provincia del Bas-Congo e la città di Kinshasa e a est con la provincia del Kasai-Occidental.
Il capoluogo è l'omonima città di Bandundu, mentre la maggiore città è Kikwit.

## Suddivisione prevista con la nuova costituzione
La nuova costituzione, in vigore dal 2006, ha previsto che la provincia venga suddivisa in 3 nuove province: 
- Kwango con capoluogo Kenge
- Kwilu con capoluogo Kikwit
- Mai-Ndombe con capoluogo Inongo

Tale suddivisione, prevista dalla costituzione, è entrata in vigore nel 2015.